# Max von Essen
Max von Essen (* 11. Januar 1974 in New York City, New York als Thomas von Essen II.) ist ein US-amerikanischer Musicaldarsteller und Sänger.

## Leben
Max von Essen wurde als jüngstes von vier Kindern in New York City geboren. Sein Vater ist Thomas von Essen, der während der Terroranschläge am 11. September 2001 oberster Feuerwehrbeamter von New York war.
Von Essen besuchte die University of North Carolina und ging nach erfolgreichem Abschluss mit Liza Minnelli auf Tournee. Danach tourte er als Ensemblemitglied in West Side Story durch Europa und wurde schließlich Mitglied der U.S. National Tour, wo er als „Mary Sunshine“ im Musical Chicago spielte.

2000 gab er sein Broadwaydebüt in Jesus Christ Superstar. Von Oktober 2002 bis Ende Januar 2003 spielte er den jungen Helden Alfred in Dance of the Vampires an der Seite von Musicalstar Michael Crawford.
Von 2007 bis 2008 war Max von Essen am Broadway als Enjolras, der charismatische Anführer der Studentenrevolte, in Les Misérables zu sehen. Ab 2009 tourte er in der Rolle des Sonny Malone ein Jahr lang mit Xanadu, basierend auf dem gleichnamigen Film von 1980, durch die USA. Anschließend spielte er die Rolle des Soldaten in einer Off-Broadwayproduktion von Hello Again, das auf dem Drama Reigen von Arthur Schnitzler basiert.
2012 kehrte er als Magaldi in Evita an den Broadway zurück. Als Swing für die Rolle des Che war er Anfang Juli 2012, während eines Ausfalls des Hauptdarstellers, auch in dessen Rolle zu sehen. Als Henri Baurel in An American in Paris konnte er seinen bisher größten Erfolg feiern, er erhielt Nominationen für den Tony Award, den Drama Desk Award und den Outer Critics Circle Award als bester Nebendarsteller.

## Bühnenrollen (Auswahl)
- 1997: A Christmas Carol
- 1998: West Side Story (European Tour)
- 1999: Jesus Christ Superstar (Broadway)
- 1999: Chicago (National Tour)
- 2001: Blood Brothers
- 2001: Hair
- 2002–03: Dance of the Vampires (Broadway)
- 2003: My Fair Lady
- 2003: Joseph and the Amazing Technicolor Dreamcoat
- 2003: Les Misérables (Broadway)
- 2004: Dorian
- 2005: The Baker’s Wife
- 2007–08: Les Misérables (Broadway)
- 2009–10: Xanadu
- 2011: Hello Again
- 2012–13: Evita (Broadway)
- 2015–16: An American in Paris (Broadway)
- 2017–18: Anastasia (Broadway)
- 2019: Falsettos (National Tour)
- 2023–24: Chicago (Broadway)